# Gmina Gislaved
Gmina Gislaved (szw. Gislaveds kommun) – gmina w Szwecji, w regionie Jönköping, siedzibą jej władz jest Gislaved.
Pod względem zaludnienia Gislaved jest 81. gminą w Szwecji. Zamieszkuje ją 29 750 osób, z czego 49,35% to kobiety (14 681) i 50,65% to mężczyźni (15 069). W gminie zameldowanych jest 1822 cudzoziemców. Na każdy kilometr kwadratowy przypada 24,26 mieszkańca. Pod względem wielkości gmina zajmuje 88. miejsce.